# Tiphaine Raguenel
Tiphaine Raguenel (1335-1373) fue una bretona aristócrata y astróloga. Fue la primera esposa de Bertrand du Guesclin.

## Primeros años
Fue la primera hija de Robin Raguenel, señor de Chatel-Ogier y un veterano del Combate de los Treinta. Su madre fue Jeanne de Dinan, vizconde de La Bellière.
En 1363, se casó con Bertrand du Guesclin en una gran ceremonia en la catedral de Vitré. El matrimonio fue luego representado en un boceto por Paul de Sémant.
Raguenel tuvo una reputación como mujer erudita y como una astróloga consumada. En 1359, antes de casarse con su esposo, ella predijo la victoria de du Guesclin en contra de Thomas de Canterbury. Ella también predijo otros resultados de sus batallas. Ella y su esposo vivieron en Mont-Saint-Michel. Su antigua casa ha sido restaurada y convertida en un monumento, Logis Tiphanie.
En 2012, un cráneo atribuido a ella fue encontrado en una caja de relicario en una antigua casa en Dinan, fue entregada a la libería en Dinan por un donante anónimo.